# Te Araroa (itinéraire de randonnée)
Pour les articles homonymes, voir Te Araroa.
Te Araroa (litt. en français : « l'avenue ») est un itinéraire de randonnée pédestre de longue distance en Nouvelle-Zélande, long de 3 000 km environ le long des deux îles principales du pays, du cap Reinga à l'extrême nord de l'île du Nord à Bluff, ville la plus australe de l'île du Sud. Officiellement inauguré en 2011, il est composé d'un mélange de pistes et de passerelles préexistantes, de nouvelles pistes et de sections de liaison longeant les routes principales. Parcourir le sentier dans toute sa longueur nécessite entre trois et six mois.

## Histoire
L'idée d'un itinéraire national de longue randonnée remonte aux années 1970. Elle est imaginée pour la première fois par les Federated Mountain Clubs of New Zealand, une association environnementale. En 1975, la New Zealand Walkways Commission est créée, mais peu de progrès sont effectués en 15 ans,. En 1994, le journaliste Geoff Chapple milite en faveur d'un long sentier de randonnée en Nouvelle-Zélande et fonde Te Araroa Trust,. Les plaidoyers pour l'existence de ce sentier et les négociations en vue de sa création se poursuivent et, en 2006, le projet fait désormais partie des plans d'aménagement du gouvernement. Les autorités allouent 3,8 millions de dollars pour l'aménagement de nouveaux tronçons du sentier sur des terres protégées en 2007. L'itinéraire, long d'environ 3 000 km, est officiellement inauguré le 3 décembre 2011 après dix ans de travail effectué par plusieurs centaines de bénévoles. 
Depuis l'ouverture, de nouvelles pistes ont été créées pour modifier le parcours, notamment pour éviter aux randonneurs d'avoir à marcher sur les routes ouvertes aux automobiles. Par exemple, l'Escarpment Track, un trajet de 10 km entre Pukerua Bay et Paekakariki, ouvre ses portes en 2016, et une piste d'Invercargill à Bluff était en construction en 2020. Dans le rapport attestant de son plan stratégique en 2019, Te Araroa Trust déclare avoir l'intention de réduire la distance de marche sur les routes à 10 % du sentier à l'horizon 2022 et se fixe comme objectif à long terme de la réduire à moins de 5 %,. Certaines parties sont également fermées et des détours mis en place, à l'image d'une section dans la baie des Îles, fermée en raison de l'érosion en 2019.

## Parcours
La distance en ligne droite entre le cap Reinga et Bluff n'est que de 1 475 km, mais Te Araroa s'étend sur environ 3 000 km entre ces deux points, dont la distance varie lorsque les sections sont allongées ou modifiées d'une autre manière. Certaines parties du sentier peuvent subir des détours à tout moment ; de nombreuses pistes traversant des terres privées sont fermées pendant la saison de reproduction du mouton, et certaines pistes sont fermées à la population pour protéger les arbres kauri d'une maladie appelée dépérissement du kauri.
Le sentier traverse une grande diversité d'espaces, en pleine nature ou non : des enclos de pâturage pour les moutons, des plages, des routes et des autoroutes. L'une des sections est constituée d'une rivière et doit être parcourue en kayak. De nombreuses parties du sentier sont difficiles à parcourir. Dans ces sections, la planification du voyage, les capacités physiques et techniques pour la traversée de rivières et la navigation sont recommandées, ainsi qu'un bon niveau physique général et des chaussures de randonnée de qualité sont nécessaires. La plupart des thru-hikers mettent entre trois et six mois pour parcourir en totalité le sentier et 90 % d'entre eux voyagent du nord au sud,.
Le sentier comprend environ 300 sections, dont la durée varie d'une à deux heures à environ neuf jours, pour un itinéraire sur l'île du Sud, où la plupart des randonneurs transportent de grandes quantités de nourriture et d'équipement. Environ 60 % du sentier traverse des espaces protégés administrés par le ministère de la Conservation, le reste se trouvant essentiellement sur des terres privées. Selon le site d'actualité Stuff, certains propriétaires fonciers sont agacés par le grand nombre de marcheurs, tandis que beaucoup y voient une opportunité « d'être de bons voisins et de combler le fossé entre zones rurales et urbaines ». 
À l'exception d'une courte section du Queen Charlotte Track, dans la parti du sentier située au nord de l'île du Sud, aucun permis ni frais n'est requis pour suivre Te Araroa. Cependant, Te Araroa Trust réclame un don de 750 dollars par personne parcourant l'intégralité du sentier, de 400 dollars pour ceux qui ne traversent qu'une seule île et des sommes plus faibles pour les randonneurs se limitant à une ou plusieurs sections. Les randonneurs doivent également payer 118 dollars s'ils souhaitent bénéficier d'un passe de six mois pour accéder au réseau de refuges dans l'arrière-pays, gérés par le ministère de la Conservation. 

## Fréquentation
Des centaines de milliers de personnes parcourent au moins une partie de Te Araroa chaque année et au cours de l'été 2018-2019, l'association Te Araroa Trust dénombre 1 200 randonneurs. Ce chiffre constitue une augmentation importante, seulement 550 personnes ayant tenté la randonnée en 2016-2017 et 350 l’année précédente. Certaines sections de la piste ont un trafic plus important ; l'une, traversant les terres privées d'un fermier, accueille par exemple entre 70 000 et 80 000 personnes chaque année. 
Des bénévoles, appelés « Trail Angels » vivent à proximité des pistes et apportent leur soutien aux randonneurs, leur donnant accès des lieux d'hébergement, des sanitaires ou de la nourriture.

## Records
Le record du temps de parcours le plus court pour terminer Te Araroa est établi à 50 jours. Il est détenu par George Henderson, un pilote originaire de Wellington qui le réalise en 2019-2020. Henderson bat le record précédent de plus de trois jours et son parcours s'accompagne d'une collecte de fonds. Le record du meilleur temps réalisé par une femme est établi par Brooke Thomas, une infirmière de Queenstown, en 2020-2021, avec 57 jours et 10 heures. Elle aussi fait le parcours pour collecter des fonds, et sa mère l'accompagne tout au long du trajet. La plus jeune personne à avoir terminé le sentier est Jonathan Rapsey, à l'âge de 7 ans, avec sa sœur Elizabeth, âgée de 9 ans, et leurs parents.

## Galerie

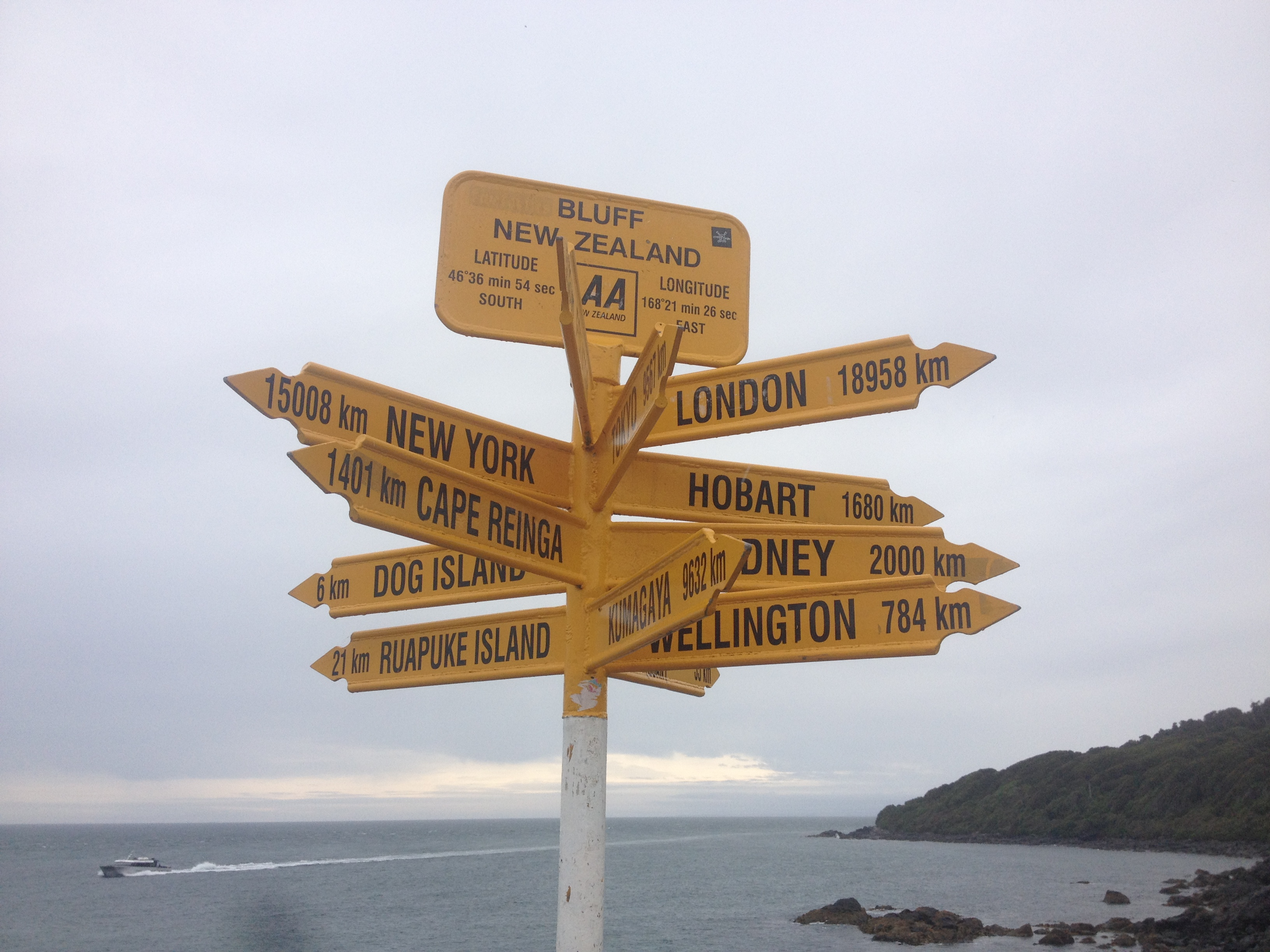
Stirling Point, terminus sud de Te Araroa à Bluff.
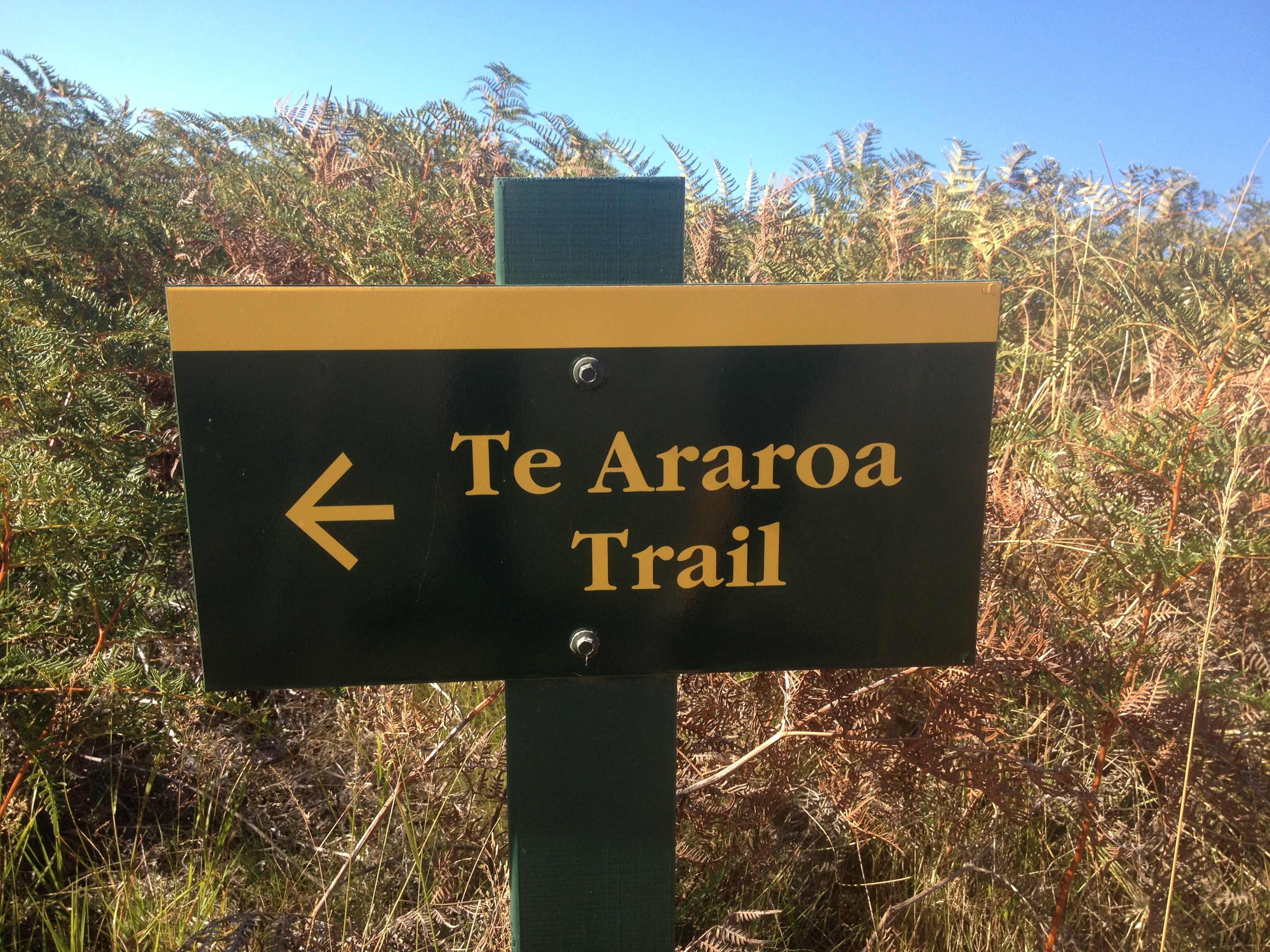
Exemple de panneau jalonnant le sentier Te Araroa.